# Eduardo Bedia

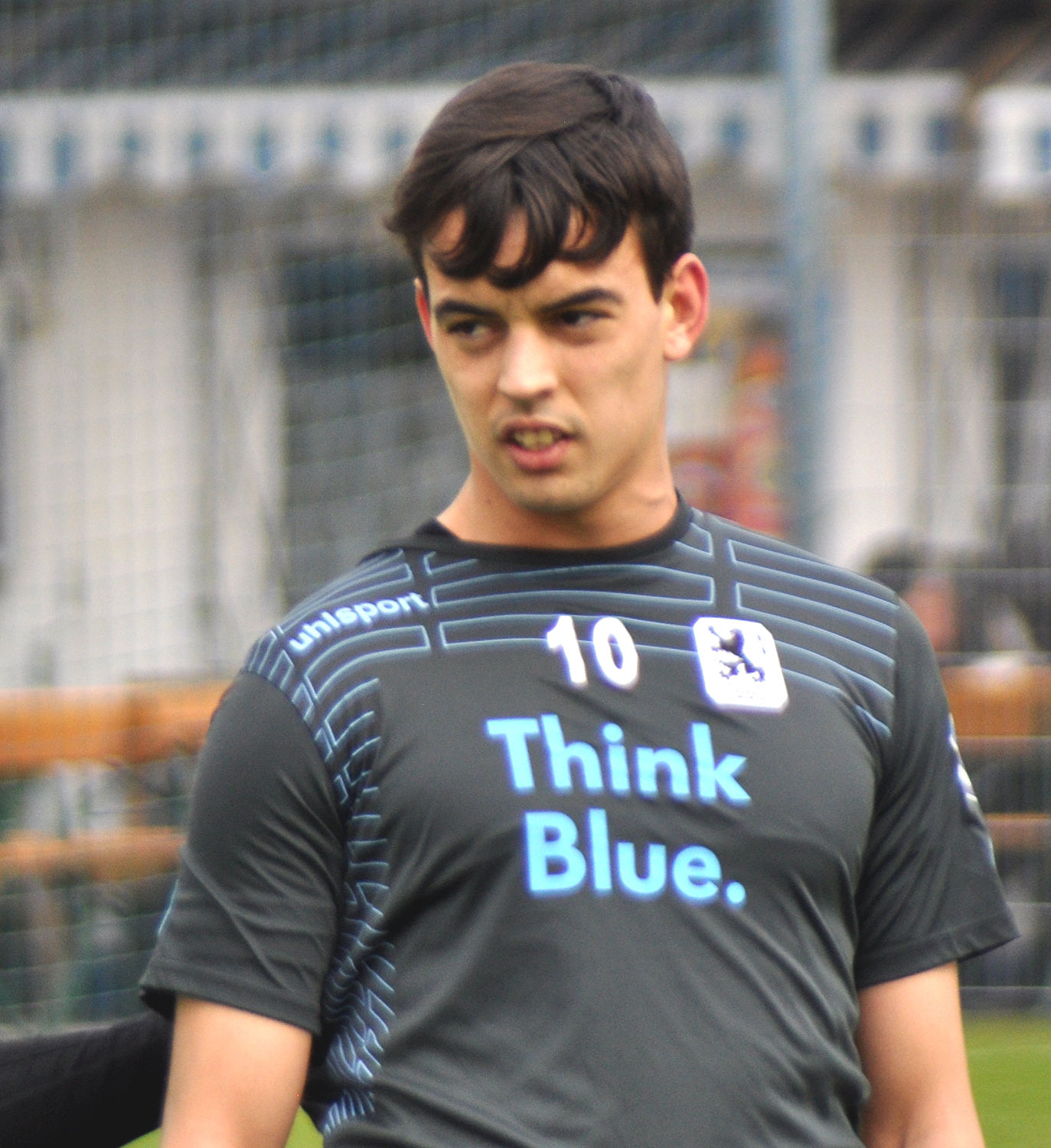
Eduardo Bedia

Eduardo Bedia Peláez (Santander, 23 maart 1989) is een Spaans voetballer. Hij speelt als middenvelder bij TSV 1860 München.

## Clubvoetbal
Bedia speelde in de jeugdelftallen van Racing Santander.  Van 2008 tot 2012 speelde hij voor het eerste elftal van de Cantabrische club. De middenvelder debuteerde op 24 september 2008 in de Primera División tegen Villarreal CF. In 2011 werd Bedia verhuurd aan UD Salamanca. Na een seizoen bij Hércules CF werd Bedia in 2013 gecontracteerd door FC Barcelona voor het tweede elftal. Een jaar later vertrok hij naar 1860 München.

## Nationaal elftal
Bedia is een voormalig Spaans jeugdinternational.